# Campeonato de Francia de Rugby 15 1947-48
El Campeonato de Francia de Rugby 15 1947-48 fue la 49.ª edición del Campeonato francés de rugby, la principal competencia del rugby galo.
El campeón del torneo fue el equipo de FC Lourdes quienes obtuvieron su primer campeonato.

## Desarrollo

### Tercera Fase
| - Toulon - Montferrand - Montélimar - Tulle - Limoges - Lourdes - Stade aurillacois - Stadoceste - Gujan-Mestras - Béziers | - Pau - Agen - Lyon OU - Cognac - Mazamet - Castres - Bergerac - Racing - Angoulême - Soustons |

| - Toulouse - Biarritz - Vichy - Narbonne - Montluçon - Vienne - Romans - Paris Université Club - Bort-The-Orgues - Montauban | - Mont-de-Marsan - Bègles - Dax - Marmande - Perpiñán - Tyrosse - Bayonne - SBUC - Périgueux - Brive |

### Octavos de final
| 1948 | Lourdes | 6 - 3 | Agen |  |  |

| 1948 | Begles | 8 - 5 | Bergerac |  |  |

| 1948 | Montferrand | 6 - 6 | Tyrosse |  |  |

| 1948 | Toulouse | 10 - 3 | Aurillac |  |  |

| 1948 | Toulon | 13 - 7 | Biarritz |  |  |

| 1948 | Bayonne | 3 - 0 | Mont-de-Marsan |  |  |

| 1948 | Vienne | 15 - 3 | Pau |  |  |

| 1948 | Romans | 7 - 5 | Castres |  |  |

### Cuartos de final
| 1948 | Lourdes | 5 - 3 | Begles |  |  |

| 1948 | Montferrand | 11 - 6 | Toulouse |  |  |

| 1948 | Toulon | 7 - 5 | Bayonne |  |  |

| 1948 | Vienne | 10 - 3 | Romans |  |  |

### Semifinal
| 1948 | FC Lourdes | 12 - 0 | Montferrand |  |  |

| 1948 | Toulon | 11 - 6 | Vienne |  |  |

### Final
| 18 de abril de 1948 | FC Lourdes | 11 - 3  | Toulon | Stade des Ponts-Jumeaux, Toulouse |  |
|                     |            | Reporte |        |                                   |  |

| Bandera de Francia |
| Campeón FC Lourdes |
| Primer título      |